# 哈利法·本·扎耶德·阿勒纳哈扬
哈利法·本·扎耶德·阿勒纳哈扬（阿拉伯語：خليفة بن زايد بن سلطان آل نهيان，1948年9月7日—2022年5月13日），简称哈利法·扎耶德。2004年至2022年，擔任阿拉伯联合酋长国总统、阿布扎比酋長國謝赫。

## 生平

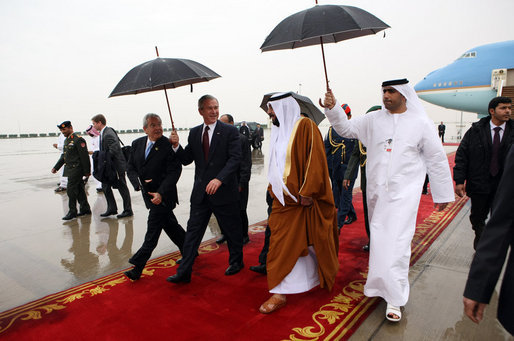
2008年1月13日哈利法·扎耶德在阿布扎比国际机场与美国总统乔治·沃克·布什会面

2014年1月24日，时年65岁的哈利法·本·扎耶德·阿勒纳哈扬突患中风，并在其后接受手术治疗。
另外，因其曾经出资帮助迪拜酋长国度过难关，故在迪拜有以他命名的哈利法塔。

## 荣誉

### 外国勋章奖章
- 无穷花大勋章（韩国，2012年11月21日批准[5]）